# Omicidio al telefono
Omicidio al telefono è un film del 1995 diretto da Bruno Mattei. Oltre che dirigere il film, Mattei si occupò anche della sceneggiatura insieme al regista Ninì Grassia. Grassia si occupò anche delle musiche. Tra gli interpreti figura l'attore Antonio Zequila, che collaborerà con Mattei anche nei suoi successivi thriller erotici.
La sceneggiatura del film tratta la storia di una maniaco omicida che indossa una maschera da clown e violenta e uccide una serie di ragazze che lavorano nelle Hotline. Due poliziotte, Lorena e Consuelo si mettono nelle tracce dell'assassino, e conosceranno due ragazzi che verranno inseriti tra i sospettati; dopo la morte di Consuelo, Lorena riuscirà a trovare il colpevole.
Il film venne distribuito in versione limitata nei cinema nell'ottobre del 1995 e durante questo periodo incassò 4 milioni di lire. Come i precedenti film di Mattei, anche questo venne pesantemente criticato, sia dal pubblico che dai critici cinematografici.

## Trama
Un maniaco omicida, che indossa una maschera da clown, violenta e uccide una serie di ragazze che lavorano nelle linee telefoniche erotiche. Il caso viene assegnato a due poliziotte, Lorena Baldini e Consuelo Calani, che iniziano ad indagare sull'accaduto nella sede del telefono erotico e ad interrogare le colleghe della prima vittima. Dopo che l'assassino uccide la seconda telefonista, Lorena e Consuelo decidono di farsi assumere al centralino per incastrarlo.
Lorena e Consuelo cominciano ad incontrare i clienti della linea erotica in discoteca. Le due ragazze organizzano un piano, di farli bere e poi conservare i bicchieri per prelevare le loro impronte digitali. Il piano però non funziona con uno degli uomini, Massimo che non si mostra interessato nei confronti di Lorena. Lorena intanto conosce casualmente anche l'altro uomo, Dante. Lorena comincia a frequentare i due uomini.
Massimo però è ancora presente nella lista degli indagati, e a causa di ciò Consuelo non approva la relazione tra lui e Lorena, e inoltre la mette in guardia sulla possibilità che possa essere lui l'assassino. Lorena però non ascolta le raccomandazioni di Consuelo e, folgorata dalla bellezza di Massimo, non prende le sue impronte. La relazione con Massimo procede bene, sino al giorno in cui Lorena scopre in casa sua alcuni vecchi dischi presenti nelle scene del crimine. Lorena cerca di scoprire qualcosa di più sulla vita di Massimo e ruba i suoi documenti, anche se non riesce a scoprire niente. Intanto Codino riesce a rintracciare Consuelo e la uccide. La ragazza era rimasta a dormire a casa con un giovane cliente della linea erotica, e quando esce dall'appartamento trova nel corridoio d'ingresso l'assassino mascherato.
Disturbata dal chiasso, Lorena esce dal suo appartamento e trova Massimo, che gli dice di essere venuto a trovarla. Dopo questo fatto Lorena è sempre più convinta della colpevolezza di Massimo e comincerà ad ossessionarlo, finché Massimo la lascerà. Lorena dopo questa delusione si concentrerà solo su Dante. Un giorno però Lorena scopre che Dante è il maniaco omicida: dopo una breve colluttazione, Lorena rischia di essere uccisa ma lo colpisce in testa con una borsetta per poi sparargli uccidendolo. Lorena reincontra Massimo e si fa perdonare.

## Produzione
Nel 1994 Bruno Mattei tornò a collaborare con Ninì Grassia (dopo che hanno collaborato alla trilogia di Ramba) per dirigere due thriller erotici destinati al mercato estero per sfruttare il successo di Basic Instinct e dei suoi cloni. Mattei aveva già diretto un anno prima il thriller Attrazione pericolosa, mentre con Grassia ha collaborato alla trilogia di Ramba (anche se non era accreditato) e collaborerà nuovamente con Grassia con il film Legittima vendetta sempre con Antonio Zequila come protagonista.
Durante un'intervista Mattei dichiarò che non era soddisfatto del risultato finale del film, e ultimate le riprese abbandonò il film senza più rivederlo. Mattei firmò la regia del film con lo pseudonimo Frank Klox, nome usato una sola volta.
Il film venne realizzato nel Salento e ambientato nel mondo delle linee telefoniche erotiche; inoltre durante la produzione il film aveva il titolo L'assassino... è al telefono, ed è conosciuto anche come Telephone Murder.
Dopo essere stato presentato nei cinema, il film venne distribuito in Italia in versione VHS. Il DVD del film è stato pubblicato il 15 marzo 2005 dalla Duck Record.
È il quinto di sette film interpretati da Antonio Zequila, tra quelli curati da Ninì Grassia, tra regia e produzione. L'attrice Carla Salerno, che ha all'attivo una parte in Paprika di Tinto Brass lo accrediteranno come terzo nome dei titoli, anche se in realtà era la vera protagonista del film. Invece Stefania Mega, seconda al concorso di Miss Italia del 1989, ha partecipato ad entrambe le pellicole.

## Accoglienza

### Censura
Il film fu approvato dalla censura il 14 ottobre 1995, con il visto n. 90322, e venne vietato ai minori di 18 anni.

### Critica
Omicidio al telefono rappresenta la fase di declino di Mattei, e viene considerato un cult per la povertà di mezzi con cui è stato realizzato.
Nella recensione del sito "Horrormovie.it", il film è stato duramente criticato: «Parlar male di un film come Omicidio al telefono è davvero troppo facile, un'operetta insulsa e mal confezionata che fornisce elementi per la stroncatura su un piatto d'argento.»